# تحلیل سازه‌ها (کتاب اخوان لیل‌آبادی و طاهونی)
تحلیل سازه‌ها کتابی از محمد رضا اخوان لیل آبادی و شاپور طاهونی است که در سال ۱۳۶۶ منتشر و در مراسم کتاب سال جمهوری اسلامی ایران به‌عنوان کتاب برگزیده معرفی شد.